# Loewia
Loewia é um género botânico pertencente à família Turneraceae.
1. ↑  «Loewia — World Flora Online». www.worldfloraonline.org. Consultado em 19 de agosto de 2020